# Torre de Folch
La Torre de Folch o Torre Folch és al terme municipal del Forcall, a la comarca dels Ports de Morella, junts al terme de Villores, que dona l'accés és més fàcil des d'aquesta localitat, a la província de Castelló (País Valencià).
És una torre defensiva aixecada al complex d'una masia per a protegir tant les collites com els agricultors que s'ocupaven d'elles, en una zona més apartada del nucli poblacional del que és raonable, per poder estar protegida per ell. Ha sigut catalogada com Bé d'Interès Cultural tal com queda reflectit a la Direcció General de Patrimoni Artístic, de la Generalitat Valenciana. Malgrat o potser per la seva declaració com a BIC genèrica, no presenta inscripció ministerial. Té com a identificador el codi: 12.01.061-013.

## Història
El nucli poblacional del Forcall pot remuntés al Neolític, encara que l'actual població del Forcall tingui el seu origen en unes alqueries àrabs, que van haver de ser conquerides l'any 1235 aproximadament, per les tropes de gil Garcés d'Azagra i Benito de Torres, oficials de Blasco d'Alagó. El 2 de maig de 1264 el Forcall adquirí la categoria de vila, sota la jurisdicció Morella, procedint a la seva fortificació l'any 1361. Al llarg dels anys, el Forcall es va enfrontar nombroses vegades a Morella, fins que finalment la seva independència a 1691. Va tenir una gran importància durant les guerres carlines, convertint-se en una zona per presoners, el Forcall va servir de presó a 3.000 presoners isabelins capturats pel general Ramon Cabrera i Grinyó.
D'altra banda, la dispersió i el repartiment de les terres que ha estat típiques de la zona valenciana, ha donat lloc a la construcció a' ls pobles de les masies. El Forcall no és una excepció i al llarg del seu terme municipal es poden contemplar un gran nombre d'aquests masos on la gent habitava, conreava i treballava les terres que les envoltaven, tenien cura del bestiar i pasturaven els ramats ...
Però amb l'arribada de la industrialització i la millora dels mitjans de comunicació es produeix un continu abandonament d'aquestes masies i fins i tot de pobles sencers, que va desplaçar la població a les ciutats a la recerca de millors oportunitats. D'altra banda les millores dels sistemes productius així com en els tractors i mitjans de comunicació i treball en general van fer que l'agricultor pogués anar a viure a nuclis poblacionals que li permetessin tenir millors condicions de vida, com ara aigua corrent o llum elèctrica. Els masos es transformen en simples explotacions ramaderes o bé són abandonats. Al Forcall queden molt pocs masos habitats, encara que tenen un paper fonamental en la vigilància de les terres. A més, aquesta forma de vida hi ha deixat construccions d'importància artística considerable i que actualment han sigut catalogades com Béns d'Interés Cultural.
El professor Eixarch va aconseguir identificar aquesta Torre de Folch en un document de 1561, al qual era anomenada «Masada o Torre de Marginet», que va localitzar-la «en barranc de la vall, afronta amb terme de Villores i mola vedada». En un altre document posterior, de 1691 l'anomenen «Torre de la vídua de Joan Saura», mentre que en un altre document, aquesta vegada de 1742 se l'anomena «Masia que habita Pau Folch anomenada la Torre Marginet». Els seus propietaris, al llarg de la història han estat molts i molt variats, va quedar habitada pràcticament fins a finals del segle xx, 1988, data en què va ser definitivament abandonada.

## Descripció arquitectònica
La torre presenta actualment només unes poques restes d'un conjunt que en un altre temps podria haver estat un important nucli de població. De les restes es distingeix un mur lateral de la façana nord i part dels corrals que es trobaven orientats al sud. La torre defensiva, que era l'element més important i significatiu del complex edificat, va ser destruïda durant la  guerra civil del 36, utilitzant els materials de les seves restes per a la construcció d'altres edificis propers que actualment també estan destruïts. La fàbrica és de pedra seca.